# Гротолела
Гротолѐла (на италиански: Grottolella) е село и община в Южна Италия, провинция Авелино, регион Кампания. Разположено е на 565 m надморска височина. Населението на общината е 1996 души (към 2010 г.).